# Cimetière militaire de la Route de Quéant
Le cimetière militaire de la route de Quéant, en anglais Queant Road Cemetery, est un cimetière militaire de la Première Guerre mondiale, situé sur le territoire de la commune de Buissy, dans le département du Pas-de-Calais, au sud-est  d'Arras.

## Localisation
Ce cimetière est situé à 2,5 km au sud-ouest du village en bordure de la D 14 en direction de Quéant.

## Histoire

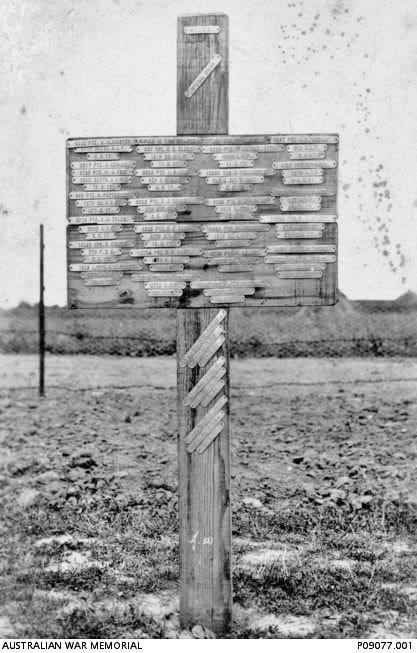
Panneau de bois provisoire portant les noms de 28 soldats australiens inhumés dans ce cimetière (photo Australian War Memorial 1918).

Aux mains des Allemands depuis fin août 1914, le secteur de Buissy, situé en zone allemande de l'autre côté de la ligne Hindenburg, n'a été repris que le 2 septembre 1918 par la 3e armée britannique après la prise de la ligne Drocourt-Quéant.
Ce cimetière a été commencé en octobre 1918 pour inhumer les soldats victimes des combats. Après l'armistice, 2 200 tombes ont été amenées des champs de bataille de 1917-1918 entre Arras et Bapaume et de cimetières provisoires de la région. Il y a maintenant 2 383 militaires du Commonwealth de la Première Guerre mondiale enterrés ou commémorés dans ce cimetière dont 1 441 ne sont pas identifiés.

## Caractéristiques
Ce vaste cimetière a un plan rectangulaire de 110 m sur 60. Il est clos par un muret de briques.

Il a été conçu par l'architecte britannique Edwin Lutyens.

## Sépultures
| Pays             | Sépultures |
| ---------------- | ---------- |
| Royaume-Uni      | 1 296      |
| Australie        | 999        |
| Canada           | 87         |
| Nouvelle-Zélande | 1          |
| Total            | 2 383      |

## Galerie

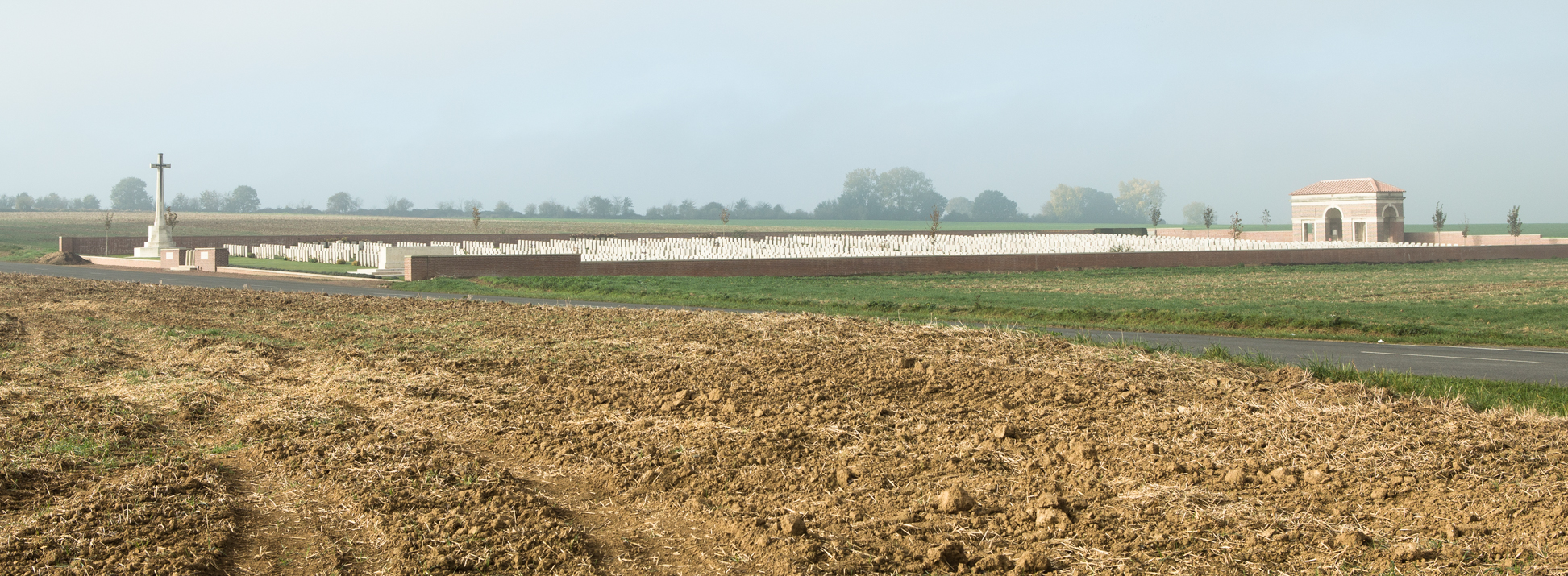
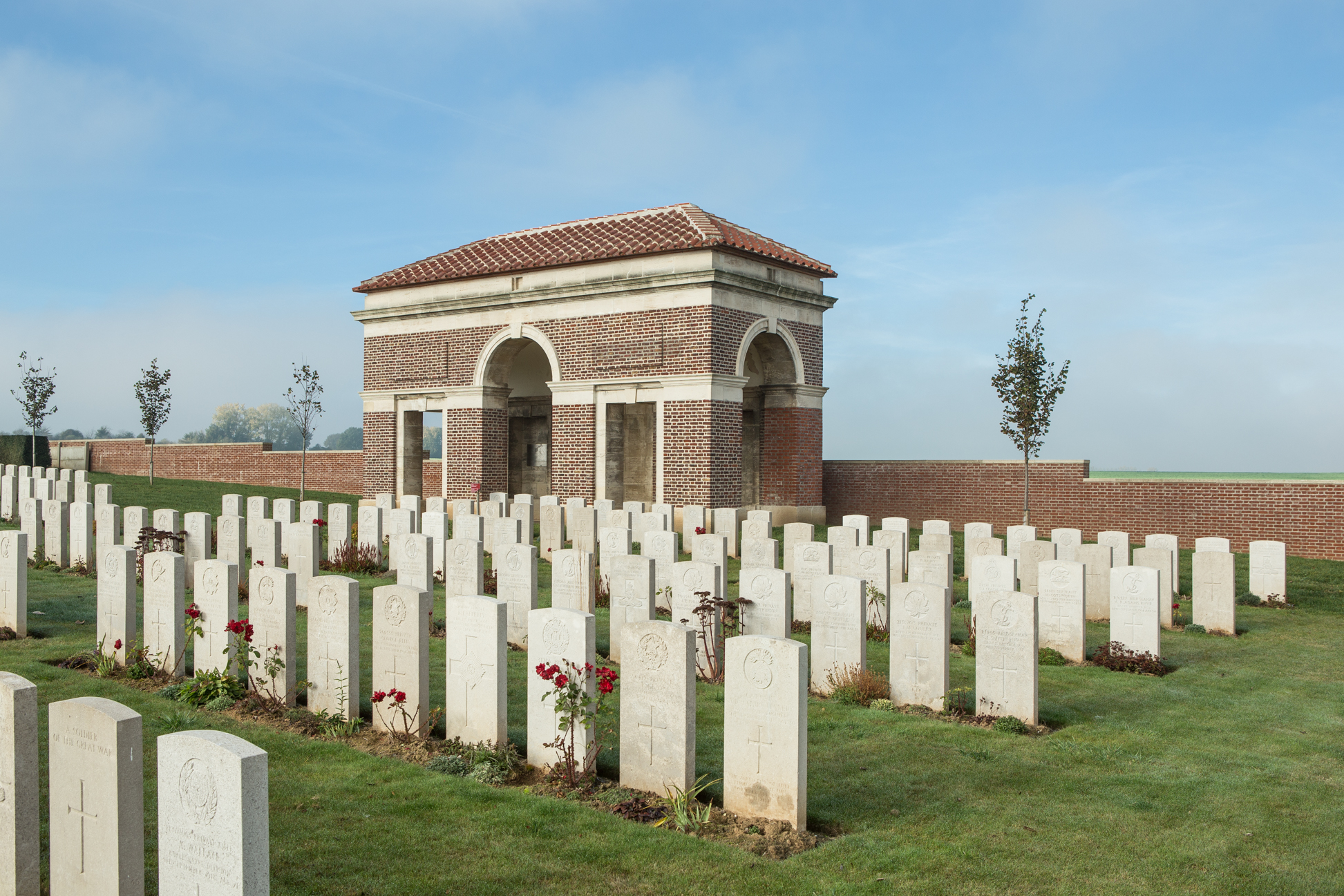
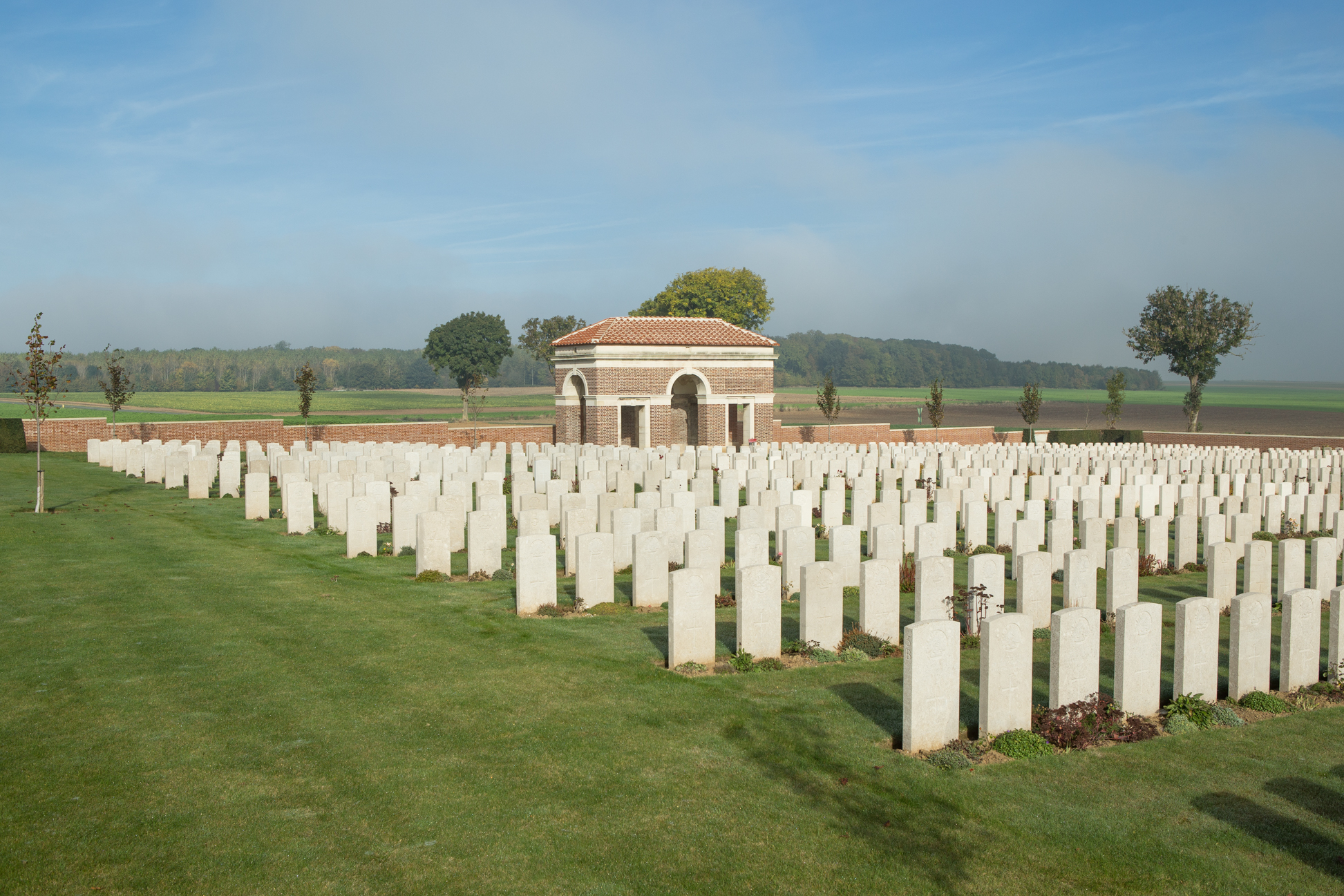
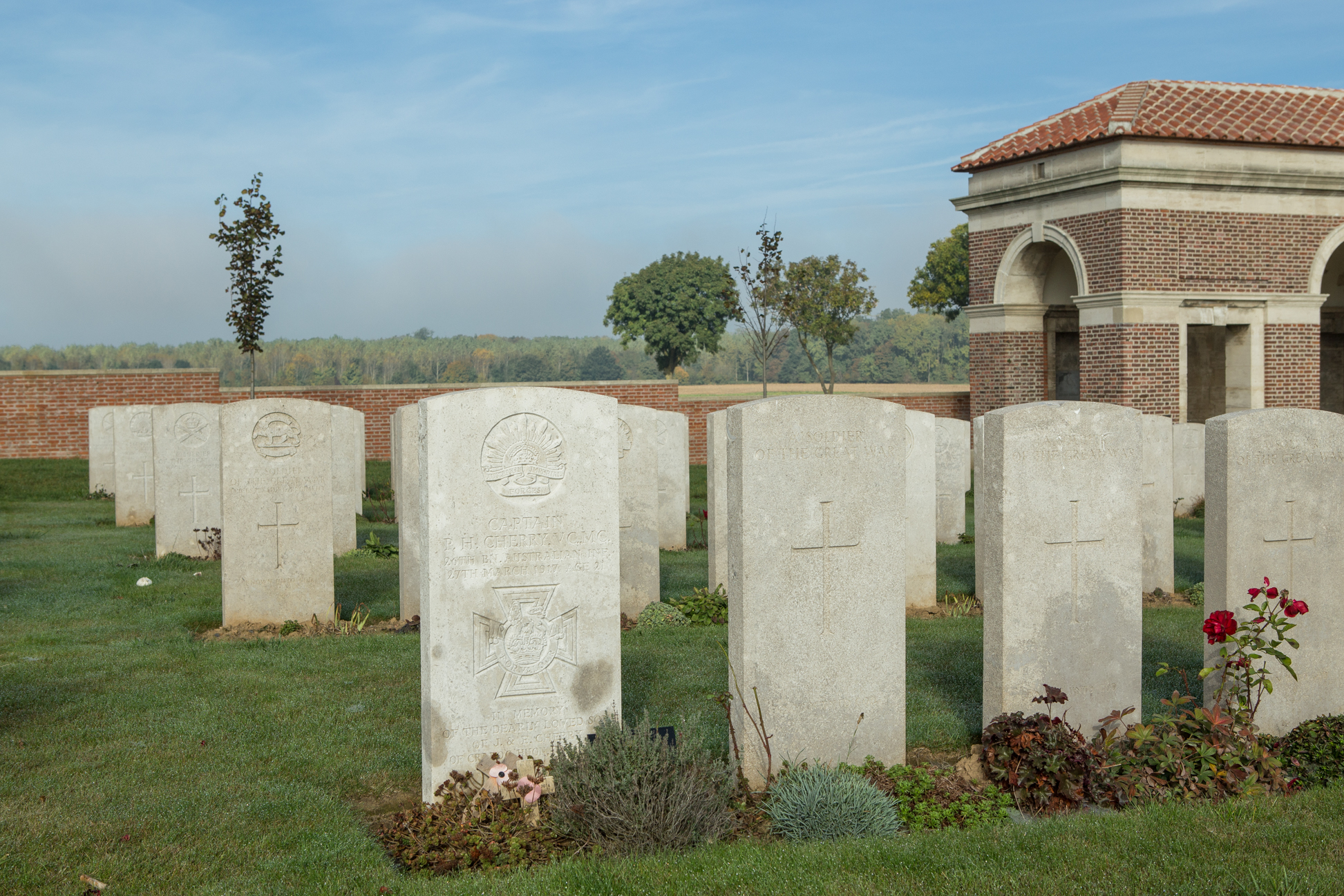
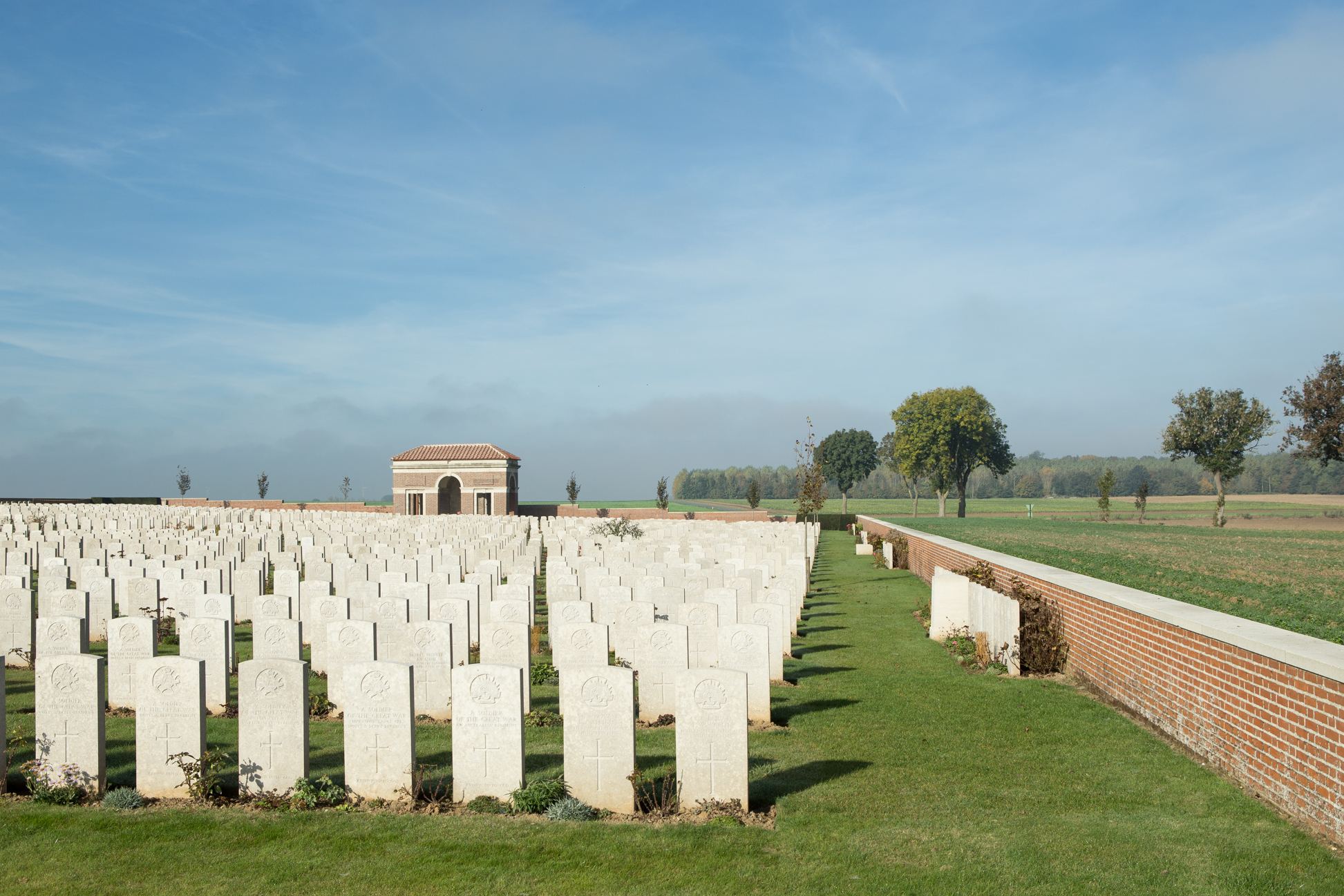
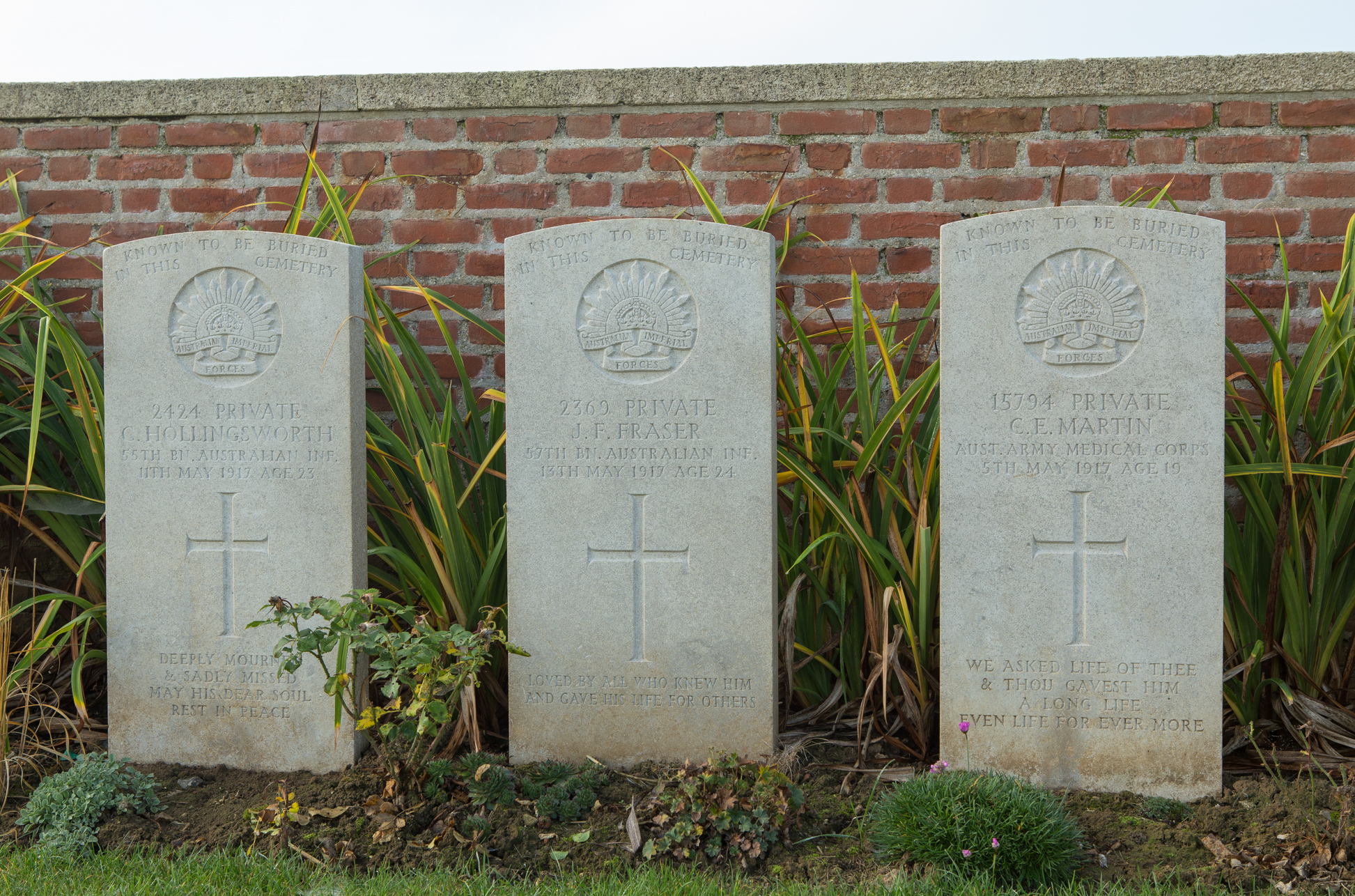
Trois tombes de soldats australiens.

## Pour approfondir